# ELOVL5
O alongamento da proteína 5 de ácidos graxos de cadeia muito longa é uma proteína que, em humanos, é codificada pelo gene ELOVL5.